# Comité des droits des personnes handicapées
Le Comité des droits des personnes handicapées est un organisme des Nations unies constitué de 18 experts qui se réunissent deux fois par an à Genève pour consulter les rapports que leur adressent les 164 pays membres de l'ONU sur leur respect de la Convention relative aux droits des personnes handicapées (CRDPH) et pour examiner les requêtes individuelles concernant les 94 pays signataires du Protocole facultatif à la Convention relative aux droits des personnes handicapées.

## Histoire
La Convention relative aux droits des personnes handicapées (CRDPH) entre en vigueur le 3 mai 2008. À l'origine, les membres du comité sont désignés après un vote à bulletin secret lors de la première conférence des États parties à la convention, qui se tient le 3 novembre 2008 à New York. Le premier président du comité, élu en février 2009, est Mohammed Al-Tarawneh ; en février 2010, Ron McCallum lui succède.
Le Comité se compose d'abord de 12 membres ; toutefois, lorsque la Convention est ratifiée dans 80 pays, le Comité passe à 18 membres, dont une moitié est élue pour deux ans et l'autre moitié pour quatre ans. Depuis, le mode de nomination a évolué : les membres sont élus pour un mandat de quatre ans et la conférence des États parties se réunit tous les deux ans pour renouveler la moitié des membres.

## Principes
Ce comité fait partie des dix organes conventionnels de l'ONU issus de traités sur les droits de l'homme ; chaque organe est chargé de veiller à l'exécution d'un traité en particulier. Il existe d'autres comités similaires, comme le Comité des droits de l'homme, celui sur l'élimination de toutes les formes de discrimination à l'égard des femmes ou celui sur les droits de l'enfant.
Quand des États membres de l'ONU ont ratifié le Protocole facultatif ou y ont adhéré, ils ont aussi accepté que les personnes issues de leur juridiction adressent leurs plaintes au Comité pour qu'il tranche si des articles ont été enfreints ou respectés.
Tous les États partie à la CRDPH sont tenus d'envoyer régulièrement au comité des rapports dressant le bilan des principales actions législatives, judiciaires, administratives, etc. entreprises pour appliquer les droits établis selon la CRDPH. Le premier rapport doit parvenir au comité dans les deux années après ratification et les suivants, tous les quatre ans. Le comité consulte chaque rapport et répond à chaque État membre en lui faisant part de ses inquiétudes et de ses recommandations dans des « observations finales ».
Les membres du comité, qui doivent être « des personnalités d'une haute autorité morale et justifiant d'une compétence et d'une expérience reconnues dans le domaine auquel s'applique la présente Convention », sont élus par les États membres à titre individuel ou en tant que personnes morales ; ces membres n'ont pas vocation à représenter leurs pays. L'article 34 de la CRDPH impose également « un panel équilibré entre hommes et femmes » et la « participation d'experts présentant un handicap ». Le mandat de ces experts dure quatre ans.
Le Haut-Commissariat des Nations unies aux droits de l'homme assiste le comité dans son travail et tient à jour un site internet où figure tous les documents soumis au comité et tous ceux qu'il émet, comme les observations finales et les rapports émanant des États membres.

## Examen des rapports émanant des États parties
Les États parties à la convention sont tenus de remettre régulièrement des rapports au comité. En amont de la rédaction, le comité fournit une liste des questions à traiter, élaborée avec l'appui de la société civile. Souvent, les organisations non gouvernementales présentent un « rapport officieux ». Au terme du processus, le comité se concerte pour fournir ses observations finales. Comme indiqué dans l'article 35 de la CRDPH, les rapports des États parties doivent détailler « les mesures.. prises pour s'acquitter de ses obligations en vertu de la présente Convention et... les progrès accomplis à cet égard » ainsi que « les facteurs et les difficultés » qui entourent les efforts pour remplir les obligations légales. À l'instar des pratiques observées dans d'autres organes de l'ONU pour les droits humains, la plupart des rapports ne sont présentés qu'au-delà les échéances prévues, voire ne le sont jamais.
En 2013, le comité émet une procédure simplifiée de remise des rapports, dans le dessein d'aider les États parties mais aussi d'éveiller l'intérêt et de favoriser la participation de la part des personnes vivant avec un handicap, des groupes nationaux de surveillance et des associations de défense des droits humains.

## Observations générales
Le comité a présenté sept observations générales (en 2018), visant à proposer une interprétation des clauses présentes dans la CRDPH afin de faciliter la préparation des rapports que remettent les États parties. Ces observations sont les suivantes :
| Observation                | Article de la CRDPH visé | Sujet | Date d'adoption   |
| -------------------------- | ------------------------ | --- | ----------------- |
| Observation générale no. 1 | Article 12               | Reconnaissance de la personnalité juridique dans des conditions d’égalité | 11 avril 2014     |
| Observation générale no. 2 | Article 9                | Accessibilité | 11 avril 2014     |
| Observation générale no. 3 | Article 6                | Femmes et filles handicapées | 26 août 2016      |
| Observation générale no. 4 | Article 24               | Droit à l’éducation inclusive | 26 août 2016      |
| Observation générale no. 5 | Article 19               | Autonomie de vie et inclusion dans la société | 31 août 2017      |
| Observation générale no. 6 | Article 5                | Égalité et non-discrimination | 9 mars 2018       |
| Observation générale no. 7 | Articles 4.3 et 33.3     | Participation des personnes handicapées, y compris des enfants handicapés, par l’intermédiaire des organisations qui les représentent, à la mise en œuvre de la Convention et au suivi de son application | 21 septembre 2018 |

Certaines de ces observations générales ont attiré l'attention d'experts et d'associations qui les ont analysées, faisant part de leur accord ou de leur désaccord sur certains points. Ainsi, les observations générales no. 4 sur le droit à l'éducation inclusive et les observations générales no. 6 sur le droit à l'égalité et à la non-discrimination ont suscité le débat en 2019. En 2018, certains experts et certaines associations ont débattu des politiques publiques les plus efficaces pour remédier aux discriminations envers les personnes avec handicap.